# Det är vackrast när det skymmer
Det är vackrast när det skymmer är en dikt skriven av Pär Lagerkvist (1891-1974). Dikten är utgiven år 1919 i en diktsamling vid namn Kaos.     
Bo Sundström och Frida Öhrn sjöng 2007 en tonsatt version av denna dikt.

## Bakgrund
Året innan Kaos gavs ut, gav Lagerkvist ut en trilogi enaktare. Den hade titeln Den svåra stunden. Diktsamlingen Ångest gavs ut tre år tidigare (1916). Den moderna, orimmade diktens debut kom samma år tillsammans med Edith Södergrans dikter. Många räknade inte detta som poesi. De tre titlarna Kaos, Den svåra stunden och Ångest blev märkvärdigt uppmärksammade trots att de inte var några bästsäljande titlar.
Dikten gavs ut när Lagerkvist var 28 år gammal. Kaos, som är en av hans berömda diktsamlingar består av tre olika avsnitt. Det första avsnittet innehåller pjäser, det andra innehåller prosatexter och det tredje, dikter. Lagerkvist har gjort sig känd för att använda sig av expressionism i sina dikter, något som även lyser igenom i denna dikt. Det är känt att Pär Lagerkvist var rädd för döden. Och hans rädsla förvärrades av att han stod utanför familjens trosgemenskap, då hans familj var mycket religiös. Detta genomsyrar även dikten och man ser det speciellt i det sista stycket: "Allt är mitt och allt ska tagas från mig. Inom kort skall allting tagas från mig, träden, molnen, marken där jag går. Jag skall vandra ensam, utan spår."

## Form och innehåll
Dikten består av 3 stycken med sammanlagt 15 korta rader. Den är uppbyggd med korta meningar bestående av 2-9 ord. I dikten används rim, rad 1 och 2 samt rad 3 och 5 rimmar i de två övre styckena. Totalt ligger dikten på 77 ord. De två sista raderna i varje stycke har lika många stavelser, 4 respektive 5 stycken.  

I dikten kan man hitta anaforer: 
över jorden
över markens hus
Allt är ömhet, allt är smekt av händer
Allt är nära allt är långt ifrån
Allt är givet

## Språk och stil
I texten finns olika stildrag:
- Metaforer: "Kärleken ligger samlad i ett dunkelt ljus."                                                                                                                                      "Allt är ömhet allt är smekt av händer."